# Rhinella pombali
Espèce
Synonymes
- Bufo pombali Baldiserra, Caramaschi & Haddad, 2004

Statut de conservation UICN

 LC  : Préoccupation mineure
Rhinella pombali est un amphibien qui résulte de l'hybridation entre deux espèces : Rhinella ornata et Rhinella crucifer.

## Répartition
Cet hybride est endémique de l'État du Minas Gerais au Brésil. Elle se rencontre de la forêt atlantique au Cerrado entre 700 et 1 500 m d'altitude.

## Description

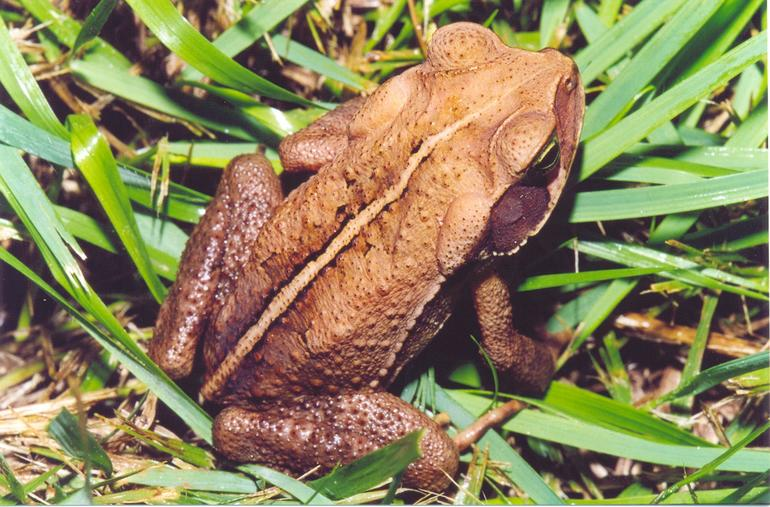
Rhinella pombali

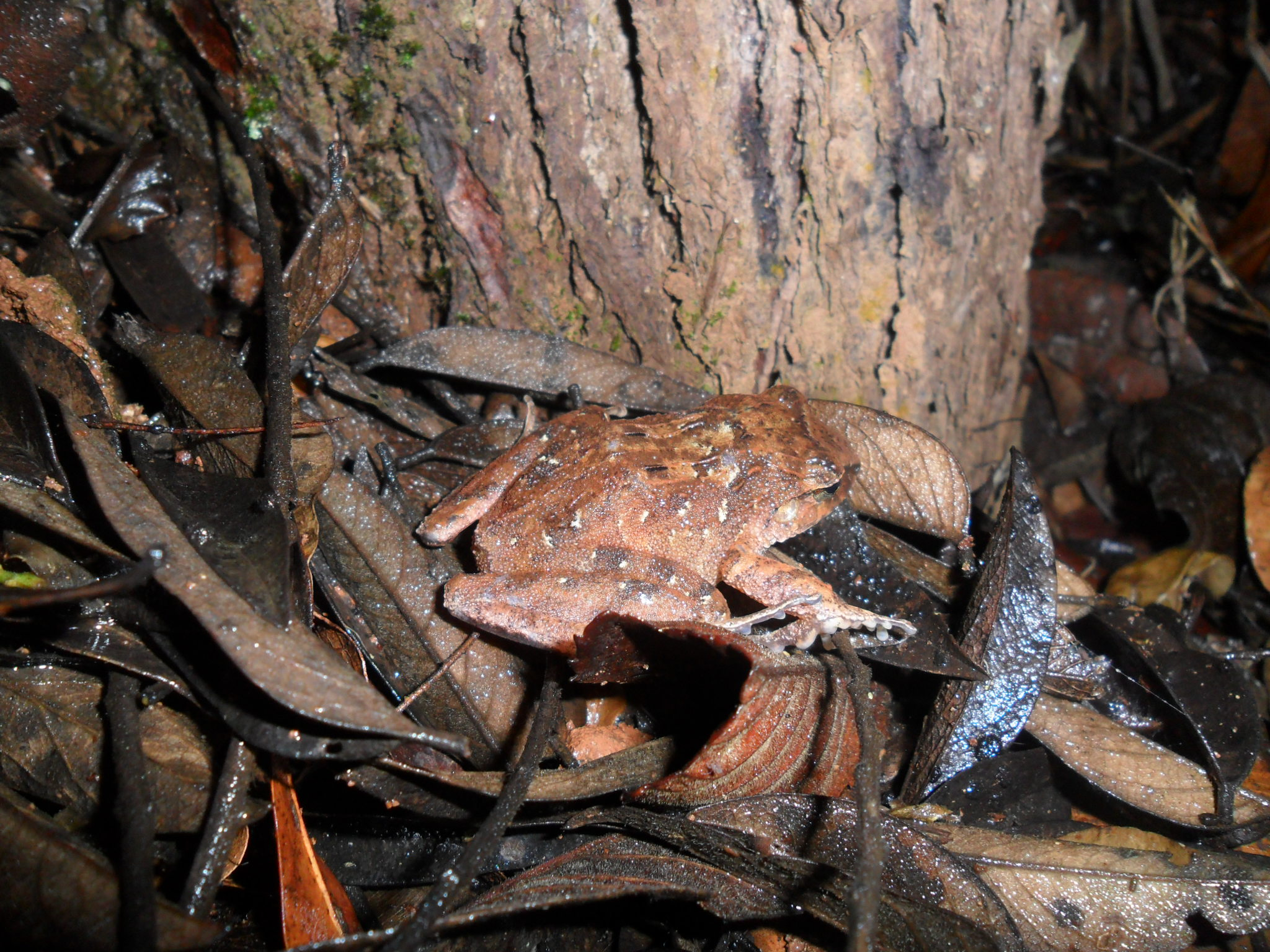
Rhinella pombali

Les mâles mesurent de 54,5 à 92,7 mm et les femelles de 74,9 à 118,7 mm.

## Taxinomie
Rhinella pombali a été décrite en tant qu'espèce. Thomé, Zamudio, Haddad et Alexandrino en 2012 ont démonté qu'il s'agissait d'un hybride de Rhinella ornata avec Rhinella crucifer.

## Étymologie
Rhinella pombali a été nommée en l'honneur de José Perez Pombal Jr..

## Publication originale
- Baldissera, Caramaschi & Haddad, 2004 : Review of the Bufo crucifer species group, with descriptions of two new related species (Amphibia, Anura, Bufonidae). Arquivos do Museu Nacional, Rio de Janeiro, vol. 62, no 3, p. 255-282 (texte intégral).